# Imogene Opton
Imogene Anna Opton (verheiratete Fish; * 25. April 1932 in Berlin, Deutsches Reich) ist eine ehemalige US-amerikanische Skirennläuferin.

## Karriere
Opton feierte den größten Erfolg ihrer Karriere, als sie 1952 bei den Olympischen Winterspielen in Oslo den 5. Platz im Slalom erreichte. 1954 belegte sie bei den Weltmeisterschaften in Åre in derselben Disziplin Rang 18. Nach den Weltmeisterschaften ist Opton nicht mehr als Rennläuferin in Erscheinung getreten.

## Erfolge

### Weltmeisterschaften
- Oslo 1952: 5. Slalom, 15. Riesenslalom
- Åre 1954: 18. Slalom, 19. Riesenslalom[2], 27. Alpine Kombination[3], 35. Abfahrt[4]